# シードゥー
シードゥー (SEA-DOO) とは、ボンバルディア・レクリエーショナルプロダクツ（BRP）が商標登録しているPWC(パーソナルウォータークラフト)である。
バーハンドルの跨座式のほか、一般的な船体にステアリングホイールと通常の座席を持つ、ジェットボートがある。

## モデル
- RXP
- GTX
- RXT
- WAKE
- 3D